# ナサコム

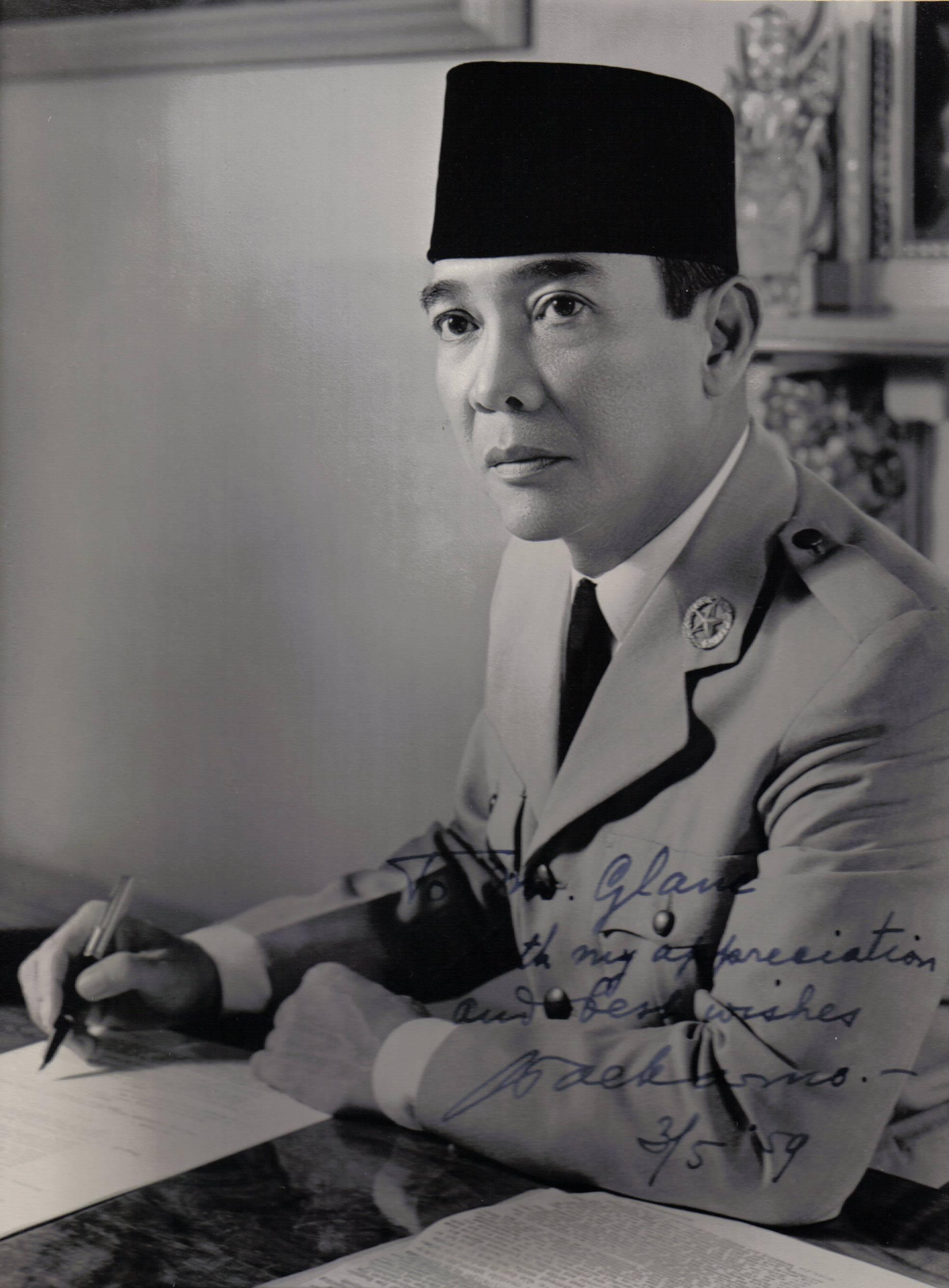
スカルノ大統領

ナサコム(Nas-A-Kom)とは、インドネシアのスカルノ大統領が発した政治的コンセプト「ナショナリズム、宗教、共産主義」(NASionalisme, Agama, KOMunisme)の略称であり、指導的民主主義体制である。

## 概要
当時インドネシアでは、ナショナリズムを掲げる「Indsche partij」や「Sarekat Hindia」、イスラム系イデオロギーを掲げる「Sarekat Islam」、マルクス主義を掲げる「ISDV/PKI」など、政党が乱立していた。そこでスカルノは1926年、『Suluh Indonesia Muda』誌上で「ナサコム」の概念を打ち出した。
ナサコムのイデオロギーは、社会主義の考えを混ぜ合わせ、何百万もの島々、多くの民族集団、そして多様な宗教を有する国家であるインドネシアの特有の状況に適応させ、インドネシアの社会主義形態を創出しようとするスカルノの試みであった。
「ナショナリズム、イスラム、マルクス主義は、アジア全体の人々の動きによって堅実に保持される原則であり、これらは、アジアの動きの精神となる思想です。その精神はインドネシアの運動でもあります...」とスカルノは言った。
ここでの共産主義の理解はカール・マルクスの政治思想での基礎的な社会主義に近いものであった。
ナサコム体制の下、PKIがインドネシアで台頭した。
社会主義の台頭は軍部などの反発を招き、1965年の九・三〇事件でナサコムは崩壊した。